# Naravelia
Naravelia es un género con 13 especies de plantas  perteneciente a la familia Ranunculaceae.

## Especies
- Naravelia antonii
- Naravelia axillaris
- Naravelia dasyoneura
- Naravelia eichleri
- Naravelia finlaysoniana
- Naravelia laurifolia
- Naravelia lobata
- Naravelia loheri
- Naravelia pauciflora
- Naravelia philippinensis
- Naravelia pilulifera
- Naravelia siamensis
- Naravelia zeylanica